# Pumpen (Gröna Lund)
Pumpen är en attraktion på Gröna Lund som invigdes sommaren 2025 på den lilla sidan.Pumpen ersatte Lilla pariserhjulet som flyttades till Skara sommarland.